# Anja Weisgerber

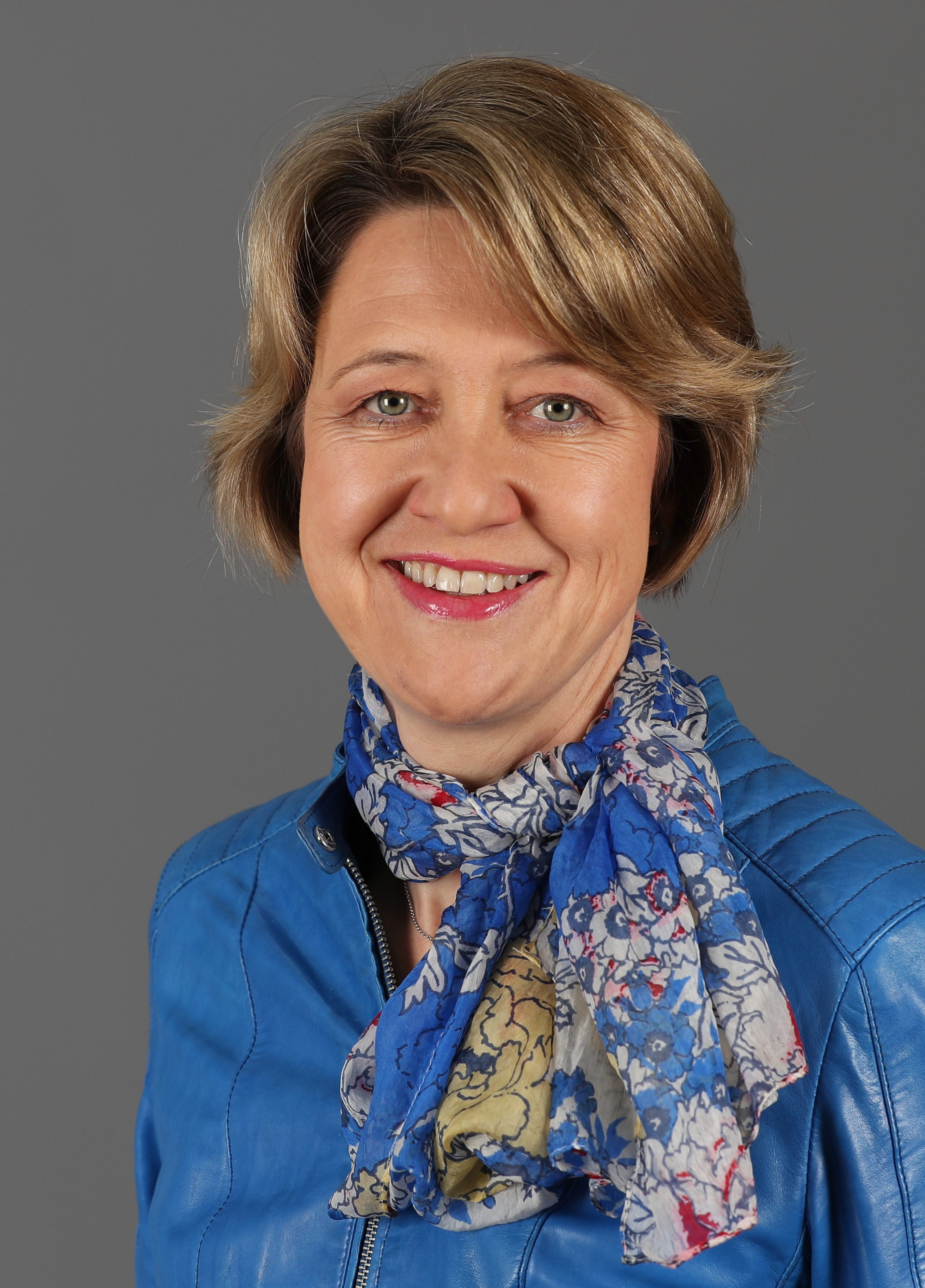
Anja Weisgerber (2020)

Anja Weisgerber (* 11. März 1976 in Schweinfurt) ist deutsche Politikerin der CSU und Rechtsanwältin. Seit 2013 ist sie direkt gewählte Bundestagsabgeordnete für den Wahlkreis Schweinfurt.

## Leben, Ausbildung und Beruf
Nach dem Abitur am Alexander-von-Humboldt-Gymnasium Schweinfurt im Jahr 1995 studierte Anja Weisgerber 1995 bis 2000 Rechtswissenschaft an der Bayerischen Julius-Maximilians-Universität Würzburg und der Universität Lausanne und schloss das Studium mit dem ersten Staatsexamen ab. Ihre Promotion erfolgte in Würzburg mit der Dissertation Das Beweiserhebungsverfahren parlamentarischer Untersuchungsausschüsse des Deutschen Bundestages 2002, 2003 legte sie das zweite Staatsexamen ab.
2003 arbeitete Anja Weisgerber bei der Price Waterhouse Coopers Veltins Rechtsanwaltsgesellschaft mbH in München und seit 2004 ist sie Rechtsanwältin. Als Anwältin war sie für die Kanzlei GSK Stockmann tätig.
Anja Weisgerber ist evangelisch und mit dem Physikprofessor Carsten Deibel verheiratet. 2011 kam ihre Tochter zur Welt; 2013 wurde ihr Sohn geboren. Anja Weisgerber ist ehemalige bayerische Meisterin im Tennis.

## Politik

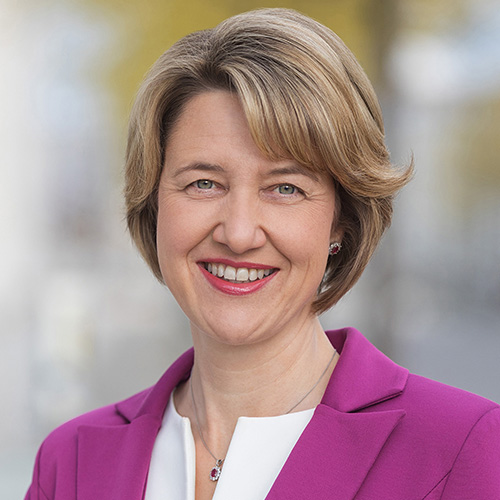
Anja Weisgerber (2017)

Anja Weisgerber war von 1995 bis 1997 Beisitzerin im Kreisvorstand der Jungen Union (JU) Schweinfurt-Land. 1997 gründete sie den JU-Ortsverband Schwebheim. Von 1999 bis 2009 war sie stellvertretende Bezirksvorsitzende der JU Unterfranken. Seit 2009 ist sie Bezirksvorsitzende der Frauen-Union (FU) Unterfranken. Sie ist Mitglied im Landesvorstand der Mittelstands-Union (MU), stellvertretende Landesvorsitzende des Arbeitskreises Umwelt und Landesplanung der CSU sowie stellvertretende Landesvorsitzende der Frauen-Union Bayern. Seit 2003 ist Weisgerber Mitglied im CSU-Bezirksvorstand, seit 2009 Mitglied im Parteivorstand der CSU und seit 2011 Kreisvorsitzende der CSU Schweinfurt-Land.
Von 2002 bis 2008 gehörte Weisgerber dem Gemeinderat ihrer Heimatgemeinde Schwebheim an. Seit 2018 sitzt sie im Kreistag des Landkreises Schweinfurt.
Am 13. Juni 2004 wurde Weisgerber in das Europäische Parlament gewählt, wo sie der Europa-Union Parlamentariergruppe angehörte.
Aufgaben und Zuständigkeiten:
- Mitglied im Ausschuss für Umweltfragen, öffentliche Gesundheit und Lebensmittelsicherheit
- Stellvertreterin im Ausschuss für Binnenmarkt und Verbraucherschutz
- Mitglied der Delegation in der Parlamentarischen Versammlung für den Mittelmeerraum
- Mitglied der Delegation für die Beziehungen zu den Maschrek-Ländern
- Stellvertreterin für die Delegation für die Beziehungen zu Kanada
- Vize-Vorsitzende des Parlamentskreises Mittelstand der EVP-Fraktion im Europäischen Parlament
- Vorsitzende der Osteoporose Interest Group

Auch in der Periode ab 2009 bis zu ihrem Ausscheiden aus dem Europaparlament am 21. Oktober 2013 war Weisgerber in den gleichen Ausschüssen und Delegationen tätig.
Im Oktober 2012 wurde Weisgerber zur CSU-Kandidatin für das Direktmandat im Bundestagswahlkreis Schweinfurt für die Bundestagswahl 2013 gewählt. Der langjährige Abgeordnete für diesen Wahlkreis, Michael Glos, hatte nicht mehr für dieses Mandat kandidiert. Bei der Bundestagswahl 2013 erhielt sie im Wahlkreis Schweinfurt 54,1 Prozent der Erststimmen und wurde damit in den Deutschen Bundestag gewählt. Bei der Bundestagswahl 2017 gelang ihr mit 47,9 Prozent der Erststimmen, 2021 mit 40,9 Prozent jeweils erneut der Einzug in den Deutschen Bundestag.
Seit 2015 ist Weisgerber Mitglied im Stiftungsrat der Bundesstiftung Baukultur.
In der 19. Wahlperiode war sie Beauftragte für Klimaschutz der CDU/CSU-Fraktion, Obfrau im Ausschuss für Umwelt, Naturschutz und nukleare Sicherheit, Mitglied im Ausschuss für Bau, Wohnen, Stadtentwicklung und Kommunen sowie dem Unterausschuss Europarecht. Sie war zudem stellvertretendes Mitglied im Ausschuss für Recht und Verbraucherschutz. 2019 wurde sie zur stellvertretenden Vorsitzenden der CSU-Landesgruppe im Deutschen Bundestag gewählt und zur Sprecherin für Umwelt- und Klimapolitik der CSU-Landesgruppe im Deutschen Bundestag ernannt. Sie blieb bis Mai 2025 Sprecherin
Bei der Bundestagswahl 2025 erreichte sie 43,4 Prozent der Stimmen und somit das Direktmandat für den Wahlkreis Schweinfurt im 21. Deutschen Bundestag. Seit dem 13. Mai 2025 ist sie stellvertretende Fraktionsvorsitzende für die Themen Bildung, Familie, Senioren, Frauen, Jugend, Kultur & Medien. Sie ist Mitglied im Ausschuss für Kultur und Medien sowie stellvertretend in den Ausschüssen für Bildung, Familie, Senioren, Frauen und Jugend bzw. für Umwelt, Klimaschutz, Naturschutz und nukleare Sicherheit.

## Mitgliedschaften
Anja Weisgerber ist Mitglied der überparteilichen Europa-Union Deutschland, die sich für ein föderales Europa und den europäischen Einigungsprozess einsetzt.

## Auszeichnungen
- 2008: Bayerische Europa-Medaille[14]
- 2016: Bayerische Staatsmedaille für besondere Verdienste um die Umwelt